# Phrynium pubinerve
Phrynium pubinerve là một loài thực vật có hoa trong họ Marantaceae. Loài này được Blume miêu tả khoa học đầu tiên năm 1827.